# Cultura di Zhaobaogou
La cultura di Zhaobaogou (趙宝溝文化) (5400-4500 a.C.)) è una cultura neolitica del nord-est dell'antica Cina,  sviluppatasi lungo la valle del fiume Luan nella Mongolia Interna e nell'Hebei settentrionale.

È da notare che altre fonti cinesi riportano una datazione leggermente differente, dal 5000 al 4400 a.C.
La cultura produsse vasellame in argilla cotta, con incisioni e disegni geometrici e zoomorfi. I ritrovamenti includono anche rappresentazioni di figure umane in pietra e terracotta.

## Il sito
Il sito di riferimento, che ha dato il nome alla cultura, fu scavato nel 1986 a Zhaobaogou, nel distretto di Aohan Banner, prefettura di Chifeng, nella Mongolia Interna. Esso si estende su un'area di circa 90.000 m2.